# Arnold Ebiketie
Arnold Kevin Ebiketie (Yaoundé, 23 gennaio 1999) è un giocatore di football americano camerunese che milita nel ruolo di linebacker per gli Atlanta Falcons della National Football League (NFL).

## Carriera

### Atlanta Falcons
Al college Ebiketie giocò a football a Temple (2017-2020) e a Penn State (2021). Fu scelto nel corso del secondo giro (38º assoluto) nel Draft NFL 2022 dagli Atlanta Falcons. Debuttò come professionista subentrando nella gara del primo turno contro i New Orleans Saints mettendo a segno un tackle e un sack. La sua stagione da rookie si concluse con 30 placcaggi, 2,5 sack e 2 fumble forzati in 15 presenze, di cui una come titolare.